# Gabriele Fiamma
Gabriele Fiamma (ur. 1533, zm. 14 lipca 1585) – włoski duchowny, kaznodzieja i poeta.
Gabriele Fiamma urodził się w Wenecji. Wybrał powołanie duchowne. W 1556 roku został wyświęcony na księdza. W 1584 otrzymał święcenia biskupie i – mianowany przez papieża Grzegorza XIII – objął diecezję w Chioggii. Tam też zmarł.
W 1570 roku wydał zbiór poetycki Rime Spirituali (Rymy duchowne), cieszący się niezwykłym powodzeniem u czytelników i wznawiany w 1573 i 1575 roku. Tom ten składał się ze 152 utworów, w tym 122 sonetów. 
Poezja Gabriele Fiammy bardzo mocno wpłynęła na lirykę Sebastiana Grabowieckiego. Wiele wierszy Grabowieckiego to tłumaczenia liryków Fiammy.